# 老年歯科学
老年歯科学（ろうねんしかがく）、高齢者歯科学（こうれいしゃしかがく）は老化、加齢による変化、疾患に対する、診断、予防、治療等についての研究を行う歯科学の一分野。歯科分野における老化、加齢による変化、疾患のみでなく、老化、加齢により全身的な変化、疾患を持つ患者への歯科治療、口腔のヘルスケア等についても含まれる。
高齢化の進行に伴い、またこれまでの高齢者と比較しての健康状態などの変化により、その重要性が増してきている。